# Camurupim (Marcação)
Camurupim é um distrito do município de Marcação, estado da Paraíba, Brasil. A maior parte de seus moradores é da etnia potiguara, os quais todo ano, em dezembro, realizam festa para homenagear Nossa Senhora da Conceição.
A Aldeia Camurupim, possui 302 famílias, é bastante Conhecida pelos Turistas que conhecem o local, pela sua bela vista; pelo Banho de Maré, trazendo ainda para os visitantes uma deliciosa culinária que é oferecida nos bares e restaurantes da Aldeia Potiguara. 
A pesca é a principal atividade, mas pratica-se a agricultura de subsistência. Camurupim possui uma escola de Primeiro grau, um posto de saúde, agência dos correios e posto telefônico. A água é encanada e vem do poço. O transporte para Baía da Traição circula três vezes por semana, e para Rio Tinto, todos os dias, passando por Tramataia. A caça é pouco praticada e os animais são lambú, juriti, galega, tejuassú, tatu e raposa. Atualmente o IBAMA não permite a caça. Antigamente havia cotia, guariba, preguiça, tamanduá e quati, mas a devastação das matas para o plantio de cana foi acabando com os animais na região.

## Porto de Camurupim

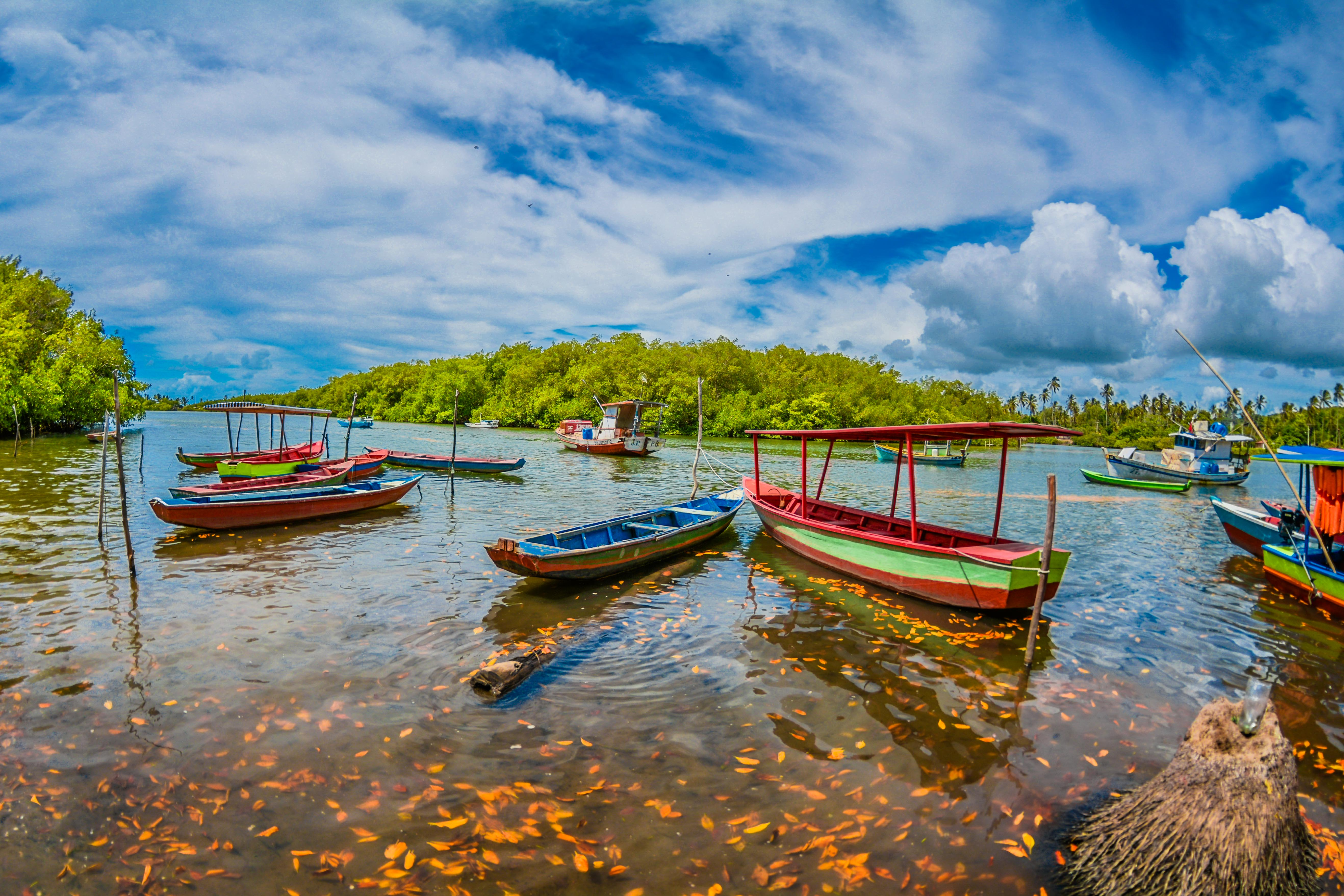
Vista do porto de Camurupim

No Porto de Camurupim (Ponto de Ancoragem dos barcos pesqueiros da aldeia), é possível fazer também um belo passeio de canoa motorizada pelos lindos pontos que rodeia a Aldeia. Pode-se fazer inúmeros passeios deliciosos pelo rio Sinimbú. Um deles é visitar de canoa ou barco a Reserva do Peixe Boi Marinho. Lá existe um programa de proteção e animais em aquários naturais podem ser vistos. A Barra de Mamanguape e toda a área, é local nativo desse mamífero, os visitantes pode avistar um deles, nadando pelo rio livremente.